# Peter Drucker
Peter Ferdinand Drucker (n. 19 noiembrie 1909, Viena, Austro-Ungaria – d. 11 noiembrie 2005, Claremont⁠(d), California, SUA) a fost un consultant de management de origine austro-americană, pedagog și autor, ale cărui scrieri au contribuit la fundațiile practice și filosofice ale modelului de afacere corporatist. De asemenea, el a fost un lider în dezvoltarea educației în management, inventând conceptul cunoscut drept management prin obiective și auto-control, fiind descris "fondatorul managementului modern".
Cărțile și articolele lui Drucker, atât cele savante cât și cele populare, au explorat modul de organizare al oamenilor în afaceri, guverne și sectoarele non-profit ale societății. Este unul dintre cei mai cunoscuți, influenți gânditori și scriitori în domeniul managementului teoretic și practic. Scrierile lui au prezis multe din dezvoltările majore de la sfârșitul secolului XX, inclusiv privatizarea și descentralizarea; creșterea Japoniei ca putere economică mondială; importanța decisivă a marketingului; și apariția societății informaționale cu necesitatea ei de învățare pe tot parcursul vieții.